# Campeonato Mundial de Tiro de 1912
El XVI Campeonato Mundial de Tiro se celebró en Biárriz (Francia) en el año 1912 bajo la organización de la Federación Internacional de Tiro Deportivo (ISSF) y la Federación Francesa de Tiro.

## Resultados

### Masculino
| Evento                                  | Oro                                     | Plata                                     | Bronce                                          |
| --------------------------------------- | --------------------------------------- | ----------------------------------------- | ----------------------------------------------- |
| Rifle 3 posiciones 300 m                | Konrad Stäheli · Suiza · 1078 pts.      | Paul Van Asbroek · Bélgica · 1038 pts.    | Marcel Meyer de Stadelhofen · Suiza · 1036 pts. |
| Rifle 3 posiciones 300 m (equipos)      | Suiza · 5172                            | Francia 5027                              | Países Bajos · 5010                             |
| Rifle en pos. tendida 300 m             | Konrad Stäheli · Suiza · 367            | Paul Colas Francia 358                    | Husson Francia 357                              |
| Rifle en pos. de rodillas 300 m         | Konrad Stäheli · Suiza · 374            | Marcel Meyer de Stadelhofen · Suiza · 364 | Fritz Kuchen · Suiza · 357                      |
| Rifle en pos. de pie 300 m              | Riccardo Ticchi Italia 345              | Paul Van Asbroek · Bélgica · 338          | Konrad Stäheli · Suiza · 337                    |
| Rifle militar 3 posiciones 300 m        | Julio Castro del Rosario · España · 506 | Fritz Kuchen · Suiza · 502                | Konrad Stäheli · Suiza · 498                    |
| Rifle militar en pos. tendida 300 m     | Julio Castro del Rosario · España · 179 | Harry Simon Estados Unidos 176            | Alfredo Galli Italia 174                        |
| Rifle militar en pos. de rodillas 300 m | Fritz Kuchen · Suiza · 178              | Riccardo Ticchi Italia 172                | Lebet Francia 172                               |
| Rifle militar en pos. de pie 300 m      | Ernest Eddy Estados Unidos 166          | Gian Galeazzo Cantoni Italia 162          | Julio Castro del Rosario · España · 161         |
| Pistola 50 m                            | Paul Van Asbroek · Bélgica · 540        | Paul Maujean Francia 535                  | Caspar Widmer · Suiza · 527                     |
| Pistola 50 m (equipos)                  | Bélgica · 2570                          | Francia 2562                              | Italia 2552                                     |

## Medallero
| Núm. | País           | Oro | Plata | Bronce | Total |
| ---- | -------------- | --- | ----- | ------ | ----- |
| 1    | Suiza          | 5   | 2     | 5      | 12    |
| 2    | Bélgica        | 2   | 2     | 0      | 4     |
| 3    | España         | 2   | 0     | 1      | 3     |
| 4    | Italia         | 1   | 2     | 2      | 5     |
| 5    | Estados Unidos | 1   | 1     | 0      | 2     |
| 6    | Francia        | 0   | 4     | 2      | 6     |
| 7    | Países Bajos   | 0   | 0     | 1      | 1     |
|      | TOTAL          | 11  | 11    | 11     | 33    |